# ワカン・タンカ
ワカン・タンカ（Wakan Tanka）は、アメリカ・インディアンのスー族にとっての創造主、宇宙の真理。大いなる神秘のこと。アメリカインディアンの哲学では、この世の事どもすべては「大いなる神秘」が創造したものであり、この世の中心には創造主である「大いなる神秘」が存在していると考える。この呼び名は各部族の言語によって違っており、スー族の場合は「ワカン・タンカ」となり、そのまま「大いなる神秘」という意味である。
ラコタ・スー族が伝える伝承では、スー族にワカン・タンカの存在を教えたのは、太古の昔に飢えた彼らを救った「プテ・サン・ウィン」（白いバッファローの子牛の女）である。「バッファローの国」からやってきたこの乙女はスー族にワカン・タンカの道を彼らに伝え、それが「ツンカシラ（祖父なる精神）」に繋がる道でもあると教えた。聖なるパイプであるチャヌンパを使ってワカン・タンカに祈る方法、ワカン・タンカに捧げる聖なる歌や儀式、捧げもの、これらすべてをラコタ・スー族に教えたのもプテ・サン・ウィンだという。また、プテ・サン・ウィンが去った後にやってきた四人の酋長たちは、「ワカン・タンカは、大地と月の間に漂っており、この世界と星の世界の間には何も存在していない」とスー族に教えたという。

## 「宇宙の真理」
ワカン・タンカを始め、「大いなる神秘」はしばしば英語で「グレート・スピリット」（大精神）だとか「神」であると説明されるが、実際にはこの「大いなる神秘」の概念は「宇宙の根本原理」であり、キリスト教のような人格化された存在ではなく、偶像も存在しない。スー族の呪い師ターカ・イシテ（レイムディアー）は、ワカン・タンカについて、「ひとつの力」であり、「髭を生やした老人であるとか、そういう人の姿をしたような存在では決してない」と述べている。ワカン・タンカは、この世のありとあらゆるものに宿っている。
「宇宙の真理」、「創造主」である「ワカン・タンカ」には始まりも終わりもなく、この「大いなる神秘」のもとで「二つ足も四つ足も、石も草も木も」すべてが平等である。インディアンの精神世界では、人間以外のものを呼ぶ際も、「熊のひとたち」、「石のひとたち」、「鳥のひとたち」といったふうに呼ばれ、人間も人間以外のものもはっきりと区別されない。スー族では「イクトミ」を始め、様々な精神が信仰されているが、これらもすべて人間とともに「ワカン・タンカ」のもとにある、インディアンの兄弟姉妹なのである。インディアンの社会には「上司」や「部下」、「上意下達」といった、上下関係というものが無い。すべての事どもは「大いなる神秘」のもとに平等であり、尊重されるべき存在だからである。
ワカン・タンカ（大いなる神秘）のもとではすべてが平等な存在であり、キリスト教の神であっても、インディアンと対等な存在となる。19世紀のインディアンが残した言葉に、次のようなものがある。「白人は教会でイエスについて話すが、我々インディアンはティーピーでイエスと話をするのだ」。　一神教であるキリスト教も、「宇宙の真理」のひとつと考えるため、インディアンにとっては矛盾なく古来の信仰と両立するのである。逆にキリスト教者にしてみると、「大いなる神秘」は「イエスより至上の存在」と映るため、インディアンたちは白人から「インディアンは神を持たない野蛮人だ」との宗教的迫害に常に晒され続けている。
スー族を始め、インディアンはこの「大いなる神秘」の意のままに生かされている、と考える。よって、「大いなる神秘」のもとに「すべてが繋がっており、すべては共有される」と考えるインディアンにとってその意に逆らう「我欲」や「欲望」、「独占」は軽蔑される。　インディアンの社会では現在でも身内が無くなれば家財一切を、思わぬ収入があればこれを「ギブアウェイ」（スー族の言葉では「オトハン」）として放出する。　「富を貯め込むこと」は、インディアンの社会では恥ずべきこととされる。
ワカン・タンカに捧げる最大の儀式が、夏至のころに行われる「サンダンスの儀式」である。レイムディアーはこの儀式での苦行についてこう説明している。
「この世界にあるものすべてはワカン・タンカが創造したものであり、ありとあらゆるものはすでにワカン・タンカのもとにある。だから人間にしてみれば、たったひとつ自分だけの持ち物であるこの身体を、気前よく生贄としてワカン・タンカに捧げてみせる。それがサンダンスの儀式なのだ」

## チャヌンパ
「ワカン・タンカ」は、常にスー族と繋がり、取り巻くものであるから、スー族は部族の平和と発展を祈って、ことあるごとに、常に祈りを捧げる。レイムディアーはこう述べている。
「白人のキリスト教は日曜日に教会へ行って祈ればおしまいだ。我々インディアンの宗教はフルタイムで祈りを捧げるものなのだ」
インディアンは聖なるパイプを使って「大いなる神秘」に祈りを捧げる。スー族の言葉では、聖なるパイプは「チャヌンパ」と呼ばれる。スー族をはじめ、すべてを「大いなる神秘」のもとにあると考えるインディアンの社会は、この「聖なるパイプ」による儀式を中心とした合議制で運営される。誰か個人が「指導者」なり「司令官」となって、部族民を「統率する」といったシステムをとらない。すべては「大いなる神秘」の意のもとにあるからである。インディアンの社会に「王」や「王族」、「個人権力者」は存在しない。
チャヌンパを回し飲みしたときの誓いの重要性は、他の部族と同じく絶対のものである。それは「創造主ワカン・タンカにチャヌンパと煙を通じて誓いを交わす」ということだからである。もし、ワカン・タンカとの誓いを破るものがあれば、そのものは雷を受けて死ぬと言われる。

## 稲妻
大いなる神秘ワカン・タンカは、稲妻（トンワン）を地上にもたらし、スー族の住む大平原を撃つ。ワカン・タンカはかつて暗黒に包まれていた大地に最初の光、恵みの閃きをもたらした。この稲妻の轟音は、スー族では人間の最初の言葉となったと伝えられている。
東西南北の空にそれぞれ四体が棲むという稲妻の化身「ワキンヤン」（サンダーバード）は、ワカン・タンカの一部である。恵みであり、また破壊者でもある稲妻は善悪併せ持つ偉大な力であり、ワカン・タンカの象徴である。稲妻はワカン・タンカの一部であるから、スー族は稲妻にかけて誓った言葉を裏切ることはできない。これを破れば、チャヌンパでの誓いと同様に、稲妻によって死ぬことになるという。
もしスー族がワカン・タンカの象徴でありワキンヤンである雷の夢を見た場合、それはワカン・タンカの夢知らせであり、そのスー族はワカン・タンカの意に添うべく、すべての言動を逆さまに演じる「ヘヨカ」（一種の道化）にならなければならない。その際、夢で見たことを、それがどんなに恥ずかしいことでも大衆の面前で実演して見せなくてはならない。そうしないと夕暮れまでに稲妻を受けることになるのだという。雷のビジョンを受けたヘヨカ人間は、ワカン・タンカに捧げる儀式の重要な道化でもある。

## スウェット・ロッジ
ワカン・タンカは、汚れた人間が儀式に加わることを嫌う。このため、スー族はあらゆる儀式の前に、スウェット・ロッジ（イニピガーカ）の儀式を行い、体を清めなければならない。スウェット・ロッジの構造も、ワカン・タンカにつながる象徴に満ちている。
また「石」（インヤン）はツンカシラ、そしてワカン・タンカの知恵を蓄えるものとされる。ことに「丸い石」は「始まりも終わりもない」というワカン・タンカの真理に繋がるものとして神聖視され、スウェット・ロッジの儀式では炉石に使われる。
このスウェット・ロッジでの「発汗の儀式」では、参加者は「我欲」をワカン・タンカに差し出さなくてはならない。欲望を捨て切ることがワカン・タンカの意であり、ビジョン（啓示）はそうすることで参加者に与えられるのである。